# Pengtoushan-Kultur
Die Pengtoushan-Kultur (chinesisch 彭頭山文化 / 彭头山文化, Pinyin Péngtóushān wénhuà, englisch Pengtoushan culture) (7500–6100 v. Chr.) war eine neolithische, primär um die mittlere Jangtsekiang-Region im nordwestlichen Hunan, China, zentrierte Kultur. Die beiden bedeutendsten Stätten der Pengtoushan-Kultur sind die namensgebende Stätte von Pengtoushan-Stätte und die spätere Bashidang-Stätte.
Die namensgebende Pengtoushan-Stätte (type site) wurde im Kreis Li (澧县), Provinz Hunan, China, entdeckt. Die Stätte ist das früheste ständig besiedelte Dorf, das bislang in China entdeckt wurde. Die Stätte wurde 1988 ausgegraben. Pengtoushan war schwer zu datieren, mit einer großen Variabilität, die sich von 9000 bis 5500 v. Chr. erstreckt. Unter den Grabbeigaben wurden mit Schnureindrücken versehene Töpferwaren entdeckt.
In Pengtoushan wurden Reste von Reiskörnern aus der Zeit um 7000 v. Chr. gefunden, die den frühesten Beweis für domestizierten Reis in China darstellen. Die Reiskörner von Pengtoushan waren größer als die des Wildreises. Es wurden jedoch in Pengtoushan keine Geräte für die Kultivierung des Reises entdeckt. Wenngleich sie in Pengtoushan fehlen, wurden zur Reiskultivierung benutzte Geräte in späteren mit der Pengtoushan-Kultur assoziierten Stätten entdeckt.

## Fundstätten
Die Pengtoushan-Stätte (Pengtoushan yizhi 彭头山遗址) im Kreis Li (澧县) steht seit 2001 auf der Liste der Denkmäler der Volksrepublik China, die Bashidang-Stätte (Bashidang yizhi 八十垱遗址) im gleichen Kreis ebenfalls.